# Jean-Baptiste Rousseau
Jean-Baptiste Rousseau (Parigi, 6 aprile 1670 – Bruxelles, 17 marzo 1741) è stato un poeta e drammaturgo francese.

## Biografia
Figlio d'un ricco calzolaio, Jean-Baptiste fu allevato con ogni cura e fece dei buoni studi nel collegio gesuita Louis-le-Grand. Secondo le testimonianze del tempo, ebbe sempre vergogna della sua nascita non nobile, che cercò di nascondere, arrivando perfino a rinnegare il padre.
Per accordarsi con lo spirito di devozione introdotto da Madame de Maintenon alla fine del regno di Luigi XIV, Rousseau cominciò col comporre un salmo che sottopose al giudizio del duca di Noailles: i versi piacquero e l'autore fu invitato a comporre odi religiose per l'edificazione del duca di Borgogna. Nello stesso tempo, metteva segretamente in rima epigrammi licenziosi per il priore Philippe de Vendôme e la Société du Temple, nella quale era stato introdotto dal marchese de La Fare e dall'abate di Chaulieu. Si dice che componesse i suoi salmi senza la minima devozione e i suoi epigrammi – che chiamava la gloria patri dei salmi – senza alcun spirito libertino.
L'abilità mostrata nella versificazione gli attirò la protezione di Boileau, che lo guidò con i suoi consigli, considerandolo il solo in grado di continuare la maniera classica. Godette anche del mecenatismo del barone di Breteuil, padre della marchesa di Châtelet, e del futuro maresciallo di Tallard. Quest'ultimo lo condusse con sé nel 1697 nella sua sede diplomatica di Londra, regnante Guglielmo III d'Inghilterra, circostanza che gli permise di fare la conoscenza di Saint-Evremond. Al ritorno, il direttore delle Finanze, Hilaire Rouillé du Coudray, gli offrì nel 1708 l'impiego di direttore delle Poste che Rousseau si vantò di aver rifiutato in quanto incompatibile con la necessaria indipendenza di un uomo di lettere. Nel 1701 fu eletto all'Académie des inscriptions et belles-lettres.
Rousseau si cimentò anche con il teatro, ma senza successo nelle sue tre commedie e due melodrammi. Soltanto la commedia Le Flatteur ebbe all'inizio un qualche successo, prima di cadere nelle repliche. L'autore, reso furioso dall'insuccesso, lo attribuì ai malocchi suscitati dai rivali, da lui indicati in certi habitué del café della vedova Laurent, allora posto in rue Dauphine presso il Teatro della Comédie-Française, dove si riunivano letterati come Houdar de la Motte, Danchet, Saurin, Crébillon, Boindin e nel quale lo stesso Rousseau era assiduo.
Cercò allora di vendicarsi. Furono presto trovati sotto i tavolini del café dei versi satirici che prendevano di mira Danchet, che furono tuttavia facilmente attribuiti alla sua penna. Ripetendosi più volte quegli episodi, la vedova Laurent pregò Rousseau di non metter più piede nel suo locale, ma gli epigrammi continuarono a giungere per posta, spediti da Versailles dove Rousseau abitava. Avvertita la polizia, le spedizioni cessarono.
Nel 1710, Rousseau si presentò candidato all'Académie française contro Houdar de la Motte ma ne fu battuto. Ripresero allora le missive, ora pure blasfeme e colme d'insulti non solo verso i suoi avversari, ma anche contro potenti personaggi. Ammonito al Palais-Royal da La Faye, capitano delle guardie e poeta lui stesso, al quale erano state attribuite, Rousseau rispose con una denuncia contro di lui che replicò con una controdenuncia per diffamazione. Rousseau e La Faye ritirano insieme le loro denuncia e finirono per accusare l'incolpevole Saurin, che fu arrestato ma poté dimostrare che i testimoni portati contro di lui erano stati subornati. La sentenza del Parlamento di Parigi del 27 marzo 1711 riconobbe l'innocenza di Sautin e condannò Rousseau a versargli di 4.000 franchi d'indennizzo; una seconda sentenza del 7 aprile 1712 lo condannò all'esilio perpetuo dalla Francia come colpevole «di aver composto e distribuito versi impuri, satirici e diffamatori».
Non è in realtà chiaro se Rousseau fosse realmente l'autore di quei versi: egli affermò che erano stati composti da Saurin col concorso di la Motte e di un gioielliere di nome Malafaire. I versi sono molto mediocri e lontani dalla maniera di Rousseau, ma naturalmente Rousseau, o qualunque fosse l'autore, non li avrebbe certo composti secondo il proprio stile.
Lasciata la Francia, Rousseau raggiunse la Svizzera, accolto dall'ambasciatore francese du Luc. Questi lo condusse con sé al congresso di Baden-Baden, presentandolo al principe Eugenio, e poi a Vienna. Infine andò ad abitare presso il duca d'Aremberg a Bruxelles, dove il barone de Breteuil gli fece ottenere, nel 1717, delle lettere di raccomandazione, che tuttavia Rousseau non volle utilizzare, pretendendo invece di essere giudicato, cosa che non gli fu accordata.

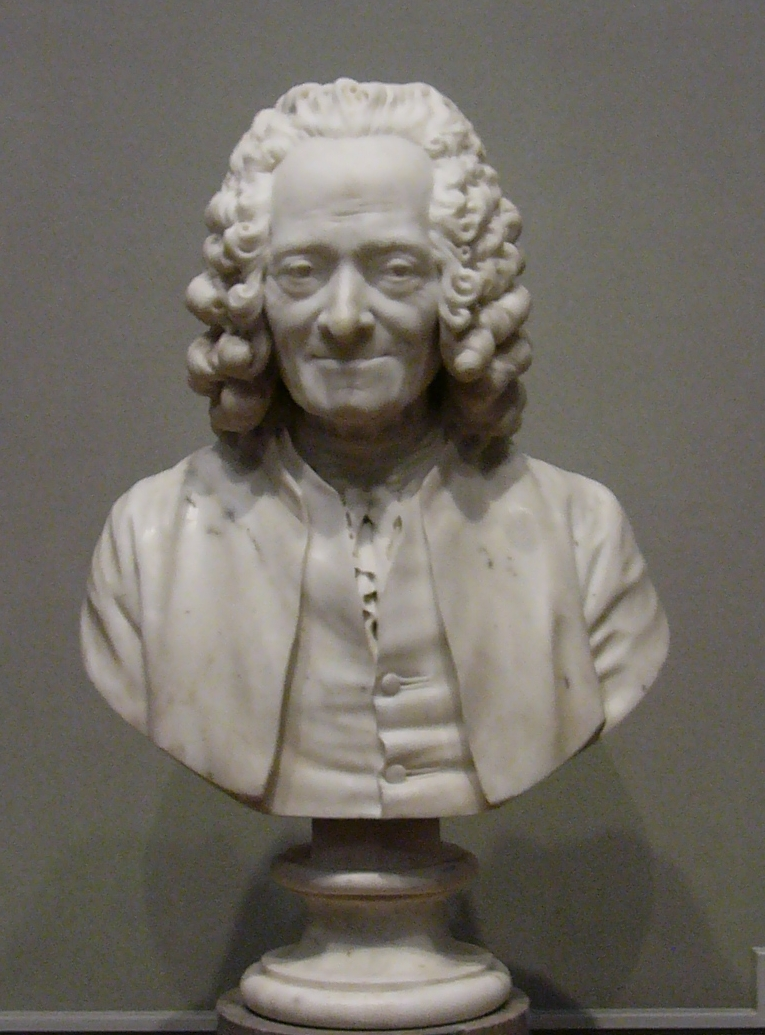
Voltaire fu grande nemico di Rousseau

Nel 1722, a Bruxelles, Rousseau incontrò Voltaire. Non è chiaro cosa sia successo: sta di fatto che fra i due ci fu subito una grande inimicizia. Secondo Rousseau, dopo una passeggiata in carrozza, «quel bricconcello di Arouet mi aveva talmente indignato con la licenza delle sue proposte e con la lettura d'un'ode empia che dovetti minacciare di farlo scendere e di lasciarlo solo». Jean-Baptiste Rousseau non aveva alcuna parentela con Jean-Jacques Rousseau, altro grande nemico di Voltaire.
Nel 1737, stanco dell'esilio, Rousseau sollecitò un'autorizzazione a rientrare in Francia. I suoi protettore gli avevano consigliato di venire a Parigi; così fece alla fine del 1738, rimanendovi in incognito sotto il nome di Richer. «È un consommé di Superbia e di Rancore», diceva di lui a quel tempo Alexis Piron. «Non parla bene di nessuno [...] Malgrado la pesantezza e l'evidente declino fisico in cui l'ha gettato un'apoplessia, egli porta una parrucca molto vezzosa, che contrasta perfettamente col suo volto devastato [...] Fa una corte spietata ai gesuiti e vive con loro da scolaro giudizioso. Egli è tanto incongruente quanto stupido».
Le richieste di permettergli di tornare in Francia non furono accolte e nel febbraio del 1739 egli dovette riprendere la via dell'esilio. Due anni dopo morì a Bruxelles.
Considerato dai contemporanei «il principe dei nostri poeti lirici», Lefranc de Pompignan gli consacrò, alla sua morte, una magnifica ode della quale maliziosamente Sainte-Beuve disse che era l'ode più bella dovuta a Rousseau, dal momento che nel XIX secolo Rousseau era disprezzato pressoché da tutti.
Il suo modo di trattare il verso è di estrema correttezza, il verso è armonioso e anche musicale, ma le sue liriche sono del tutto prive di sentimento e perfino di pensiero: sono begli oggetti meccanici che cercano di nascondere il vuoto che è dentro di loro con l'abuso della mitologia e con la pompa di una retorica scontata. Le odi sentono lo sforzo, i salmi sono insinceri, le lettere sono innaturali mentre le cantate si fanno ancora leggere, insieme con gli epigrammi, genere questo per il quale Rousseau ebbe un vero talento, assecondato da una cattiveria che fu la disgrazia di metà della sua esistenza.

## Opere
- Le Café, commedia in un atto, in prosa (1694)
- Jason, melodramma in cinque atti, in versi, musicato da Pascal Colasse (1696)
- Le Flatteur, commedia in cinque atti, in prosa (1698)
- Vénus et Adonis, melodramma in cinque atti, in versi, musicato da Henry Desmarets (1697)
- Le Capricieux, commedia in cinque atti, in versi (1700)
- La Noce de village, mascarade (1700)
- La Ceinture magique, commedia in un atto, in prosa (1702)
- Œuvres (1712)
- Œuvres, 2 voll., (1723)
- L'Hypocondre, commedia mai rappresentata
- La Dupe de lui-même, commedia mai rappresentata
- La Mandragore, commedia mai rappresentata
- Les Aïeux chimériques, commedia mai rappresentata
- Lettres sur différents sujets de littérature (1750)